# Madeleine Colani
Pour les articles homonymes, voir Colani.
Madeleine Colani née le 13 août 1866 à  Strasbourg et morte le 2 juin 1943 à Hanoi est une paléobotaniste française connue pour ses travaux en préhistoire et en ethnographie comparée. Elle a mis en évidence, l'industrie hoabinhienne (Hoà Bình, province du Vietnam), elle a passé la majeure partie de sa vie dans la colonie indochinoise (actuel Viêt Nam, Cambodge et Laos) à partir de 1898.
Elle est d'abord institutrice à Hanoï puis professeur d'histoire naturelle au lycée. En 1915, elle entre au Service géologique de l’Indochine en tant que bénévole, puis devient assistante en 1917. Elle restera au Service géologique jusqu'en 1928 en s'attachant d'abord à étudier les gisements de houilles et les flores anciennes du Nord de la colonie. À partir de 1922-1923, elle s'intéresse à la préhistoire et s'y forme aux côté d'Henri Mansuy (1857-1937), lui-même paléontologue au Service géologique depuis le début du siècle.
Madeleine Colani a parcouru le territoire Vietnam et du Laos en fait l'indochine pour y mener de nombreuses fouilles, notamment dans les grottes des massifs calcaires du Bắc Sơn (Bắc Sơn culture) et de Hòa Bình (Haobinhien), des études sur Nghe An, Sa Huynh, la baie d’Ha Long, ou des grandes tombes anciennes dans le champ de jarres Huapan du Laos.
Elle est connue pour ses travaux et son ouvrage sur les Megalithes du Haut Laos. Les recherches de Colani sont indissociables de l'activité naturaliste de sa plus jeune sœur, Éléonore Colani (1877-1943) qui l'accompagnait sur le terrain et a collecté de nombreux spécimens naturalistes (plantes, invertébrés, petits vertébrés) et objets ethnographiques pour le Muséum national d'histoire naturelle.

## Biographie

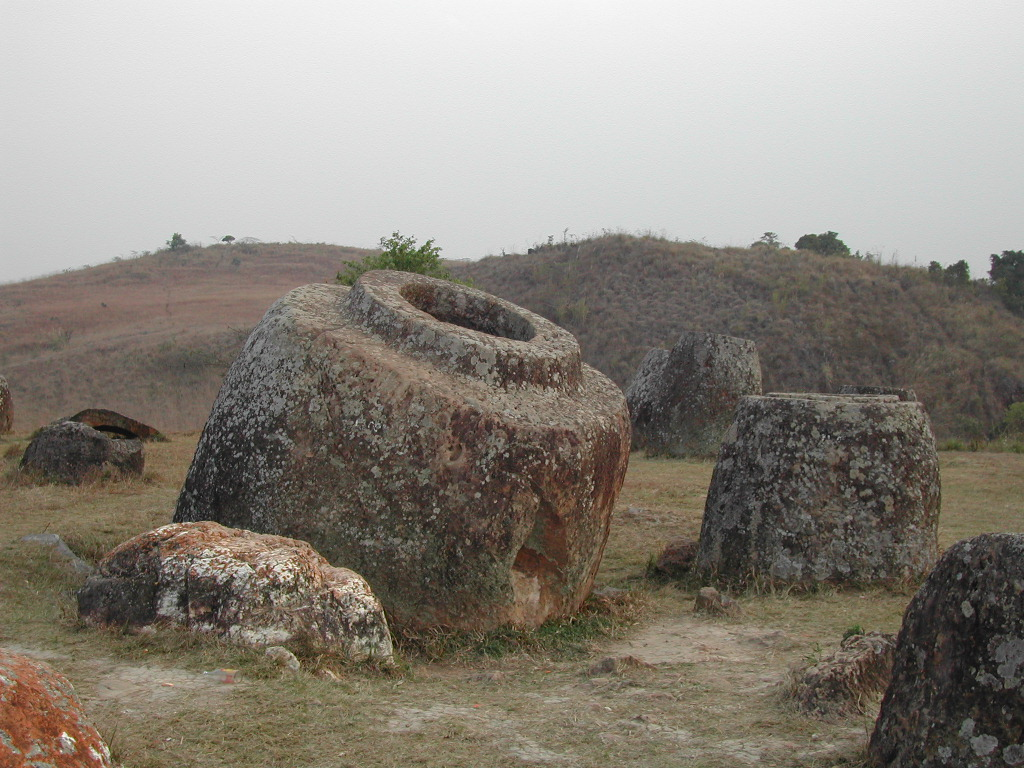
La plus grosse jarre de la Plaine des jarres (site 1).

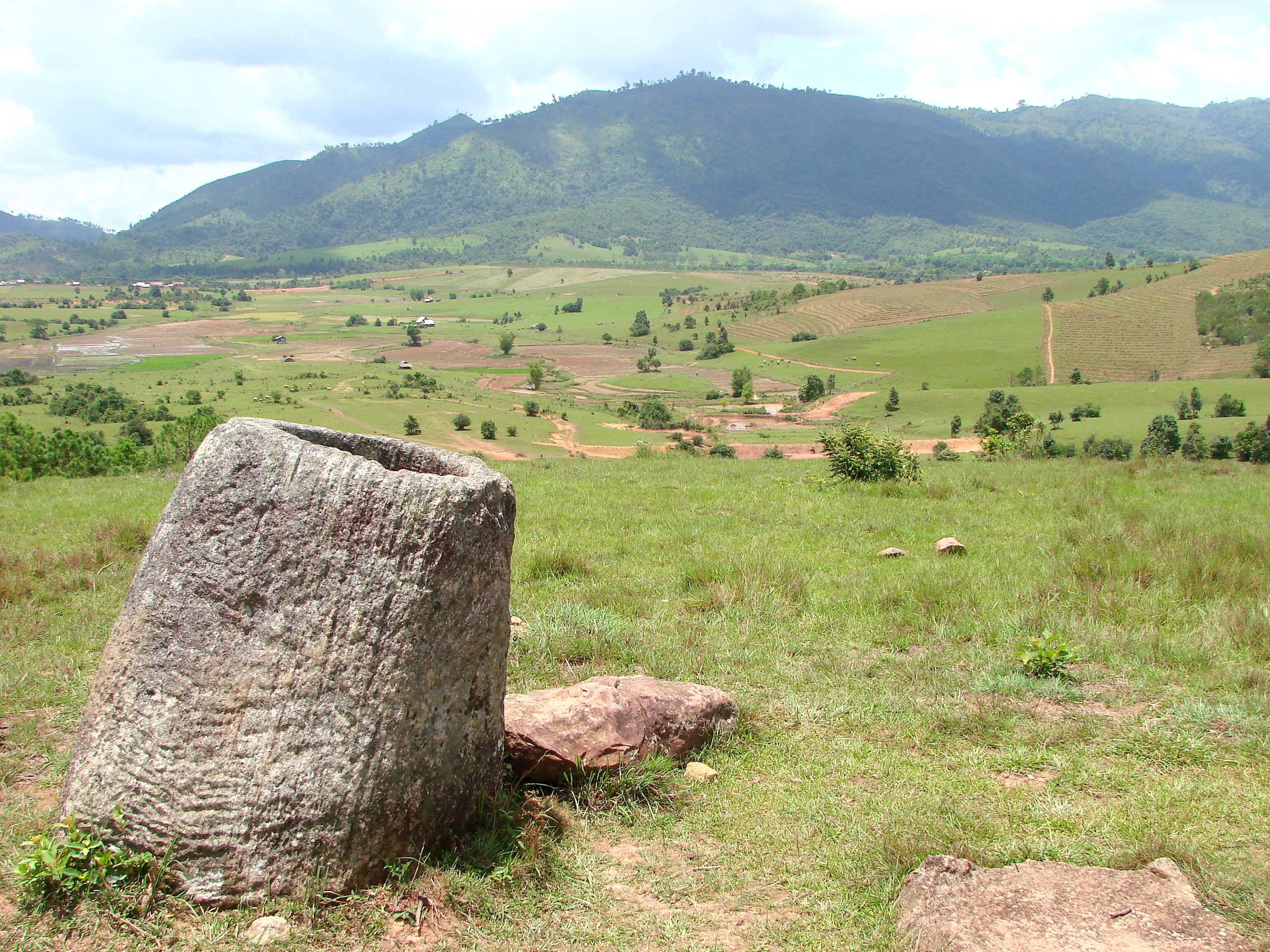
la Plaine des Jarres désertifiée par les bombardements.

Madeleine Colani née le 13 août 1866 à Strasbourg est fille de  Timothée Colani, pasteur et de Pepita Gauthey.
Elle  passe les premières années de sa vie à Strasbourg, où son père, Timothée Colani, enseigne à la faculté de théologie de l'université protestante. Après la guerre de 1870, sa famille s'installe à Paris.
Elle obtient un brevet supérieur en 1884, son baccalauréat en 1903, sa licence ès sciences en 1909, son doctorat d'université en 1914 et son doctorat d'état en 1920.

## Vie en Indochine
Elle part en 1898, pour l'Indochine où elle devient institutrice à Phu lang Thuong puis à Hanoï. Elle revient en France et obtient une licence de sciences puis devient professeur d'histoire naturelle au lycée Albert-Sarraut d'Hanoï jusqu'en 1916, tout en continuant ses études en parallèle.
En 1917 Madeleine Colani est nommée assistante au Service géologique de l'Indochine où elle reste une dizaine d'années. En 1920, elle obtient un doctorat d'État es-sciences.
Dès 1924, arrivée à l'âge de la retraite, Colani requiert à son administration d'être prolongée au Service géologique afin de continuer ses recherches. Elle écrit notamment au gouverneur général de l'Indochine afin d'être maintenue. En 1927, Colani demande le rattachement à l'École française d'Extrême-Orient afin de continuer ses recherches préhistoriques en tant que chargée de mission, recherches menées en collaboration avec Henri Mansuy et sa sœur Éléonore.
Louis Finot, alors directeur de l'EFEO, décide de la rattacher à l'École française d'Extrême-Orient comme chargée de mission de 1929 à 1935 en raison de la valeur de ses recherches préhistoriques.
Outre la découverte de restes humains dans les grottes du Bac Son, elle effectue de nombreuses tournées dans les provinces de Hoa Binh, Tran Ninh, Hua Pan, dont les résultats sont publiés par l'EFEO. Elle rédige aussi pour l'École et pour l'Institut indochinois pour l'étude de l'homme, dont elle est membre, une série d'articles d'ethnologie comparée.
Madeleine Colani représente l'EFEO aux congrès des préhistoriens d'Extrême-Orient, à Hanoi en 1932, à Manille en 1935 et à Singapour en 1938.

## Ses travaux et recherches

### Plaine des Jarres
La plaine des Jarres se situe au nord-est du Laos là où l'ancien royaume de Phouan était situé, sur un haut plateau isolé au cœur des montagnes verdoyantes, sur le plateau du Tran-Ninh. C'est à cet endroit que repose un trésor archéologique étrange. En effet, des centaines de jarres en pierre variées sont dispersées : urnes funéraires, stockage de nourriture ou d’eau, cuves à fermentation pour la fabrication d’alcool dont certaines, immenses, pèsent jusqu’à trois tonnes. La mystérieuse plaine des Jarres reste, aujourd’hui encore, une énigme et son origine incertaine. Aucun autre vestige architectural ou d’habitat antique n'est présent dans la région, laissant les jarres sans contexte archéologique. La datation les situe dans une large fourchette entre 5000 ans av. J.-C. et 800 ans apr. J.-C. ce qui ouvre la voie à toute théorie. Aucune explication plausible pour la présence de ces mégalithes ni la manière dont ils ont été emmenés dans la plaine alors que la pierre dans laquelle ils ont été taillés provient de la chaine de montagnes située entre Luang Prabang et Xieng Khouang distante de plusieurs dizaines de kilomètres. Les légendes locales sont nombreuses mais la thèse selon laquelle il s’agirait d’urnes funéraires semble la plus probable.
Madeleine Colani y effectue des recherches dans les années 30 et fouille le site n° 1 ainsi qu’une grotte dotée d’une cheminée naturelle située à proximité dans laquelle elle découvre d’importantes traces de feu et des ossements humains calcinés. Elle émet alors l’hypothèse que cette grotte aurait été un incinérateur lors des funérailles, et que les cendres auraient ensuite été conservées dans les jarres accompagnées d’objets funéraires. Malheureusement, la datation des os retrouvés dans la grotte ou près des jarres est très étalée dans le temps et ne permet pas de tirer de conclusions précises. Il existe des sites similaires moins spectaculaires, sur le plateau de Khorat en Thaïlande, ainsi qu’aux collines de Cachar au Nord de l’Inde.
Le site n° 1, celui de Thong Hai Hin, « Plaine des jarres de pierre » est situé à proximité de la bourgade de Lat Huang. C’est le site le plus important. Plus de deux cent cinquante jarres sont éparpillées dans un décor austère de collines arides près de la grotte fouillée par Madeleine Colani.
Les jarres sont disposées par groupes, dans un désordre apparent. Elles sont de différentes tailles, de un à trois mètres de hauteur, mesurant jusqu’à près de huit mètres de circonférence, pesant jusqu’à plusieurs tonnes pour les plus grandes, quarante centimètres pour les plus petites. Taillées dans des blocs de roche monolithiques, porphyre, calcaire ou schiste, roches qui n’existent pas sur le plateau, elles sont parfois à demi enterrées. D’autres furent modelées d’un mélange de calcaire et de cailloux et probablement fabriquées dans les grottes de la plaine des Jarres. Près de certaines jarres on a découvert d’énormes couvercles bombés. Les jarres sont recouvertes de mousse verdâtre, un aspect amplifiant leur mystère.
Le site est inscrit sur la liste du patrimoine mondial de l'UNESCO depuis le 6 juillet 2019.

### Ouvrages et activités variés
Madeleine Colani a rédigé un grand nombre de publications sur la préhistoire de l'Indochine dans l'Anthropologie (1926, 1927), Mémoires et Bulletin du service géologique de l'Indochine (1927, 1928), Bulletin, Cahier, Publications de l'École française d'Extrême-Orient (1930, 1931, 1934, 1935, 1938, 1939), Bulletin de la Société préhistorique française (1929, 1939),.
Elle a participé aux trois Congrès de préhistoire d'Extrême-Orient (1932).
Ses travaux, et les résultats de ses recherches servent encore de références aux archéologues qui étudient la Plaine des Jarres,.
Elle joue un rôle actif à charge dans l'affaire de fraude scientifique qui atteint injustement l'archéologue Jacques Deprat et qui mit fin à la carrière scientifique de celui-ci, avant sa réhabilitation.

## Vie privée
Elle est la fille de Timothée Colani, pasteur et théologien protestant et de Pepita Gauthey, et la petite-fille d'Antoine Colani pasteur à Lemé (Aisne), ancien étudiant du séminaire de théologie de Lausanne et promoteur du réveil religieux protestant dans le nord de la France. Sa sœur, Éléonore Colani (1877-1943) l'a suivie en Indochine au début du XXe siècle. Éléonore Colani avait un baccalauréat ès sciences et le diplôme PCN, en Indochine, elle était employée des Postes, Télégraphes et Téléphones dans l'administration coloniale tout en faisant de nombreuses collectes naturalistes et ethnographiques.